# 小行星3341
小行星3341（3341 Hartmann），臨時編號 1980 OD，是一顆位於小行星帶的小行星，1980年7月17日由特德·鮑威爾在羅威爾天文台安德森台地觀測站發現。以美國行星科學家威廉·肯尼斯·哈特曼命名。

## 外部連結
- JPL Small-Body Database Browser on 3341 Hartmann （页面存档备份，存于）

| 前一小行星： (3340)3340 Yinhai | 小行星列表 | 後一小行星： (3342)3342 Fivesparks |